# Duku Ulu
Duku Ulu is een bestuurslaag in het regentschap Rejang Lebong van de provincie Bengkulu, Indonesië. Duku Ulu telt 1094 inwoners (volkstelling 2010).